# Circasia
Circasia là một khu tự quản thuộc tỉnh Quindío, Colombia. Thủ phủ của khu tự quản Circasia đóng tại Circasia Khu tự quản Circasia có diện tích 91 ki lô mét vuông. Đến thời điểm ngày 28 tháng 5 năm 2005, khu tự quản Circasia có dân số 21001 người.